# 3ème Arrondissement (Porto-Novo)
Das 3ème Arrondissement ist ein Arrondissement im Departement Ouémé in Benin. Es ist eine Verwaltungseinheit, die der Gerichtsbarkeit der Kommune Porto-Novo untersteht und selbst ein Teil der beninischen Hauptstadt ist. Gemäß der Volkszählung von 2013 hatte das 3ème Arrondissement 33.535 Einwohner, davon waren 16.472 männlich und 17.063 weiblich.

## Geographie
Als Teil Porto-Novos liegt das Arrondissement im Süden des Landes und innerhalb der Stadtgrenzen im Südwesten.
Das 3ème Arrondissement setzt sich aus 22 Stadtteilen zusammen:
1. Adjina Nord
2. Adjina Sud
3. Avakpa Kpodji
4. Avakpa-Tokpa
5. Djassin  Daho
6. Djassin Zounmè
7. Foun-Foun Djaguidi
8. Foun-Foun Gbègo
9. Foun-Foun Sodji
10. Foun-Foun Tokpa
11. Hassou Agué
12. Oganla  Atakpamè
13. Oganla Nord
14. Oganla Poste
15. Oganla Sokè
16. Oganla Sud
17. Ouinlinda Aholoukomey
18. Ouinlinda Hôpital
19. Zèbou Aga
20. Zèbou Ahouangbo
21. Zèbou –Itatigri
22. Zèbou –Massè